# 宮城政業
宮城 政業（みやぎ まさなり、明応4年（1495年）－天正17年6月23日（1589年8月4日）は、戦国時代の武将。武蔵国足立郡宮城（現在の東京都足立区宮城）の国人領主。豊島氏の同族。妻は宇多重広の娘。子に宮城為業。
文明年間に豊島氏が太田道灌に滅ぼされると、宮城氏も太田氏に仕える。
政業は太田資頼以来6代の主君に仕えたとされている。太田資正が第二次国府台合戦に敗れて岩付城を追われた後も太田氏資に仕えて、そのまま後北条氏の指揮下に入った。
長命で子の為業・孫の泰業・曾孫の正重と4代揃って太田氏に仕え、95歳で没した。